# مارچنت رویال
مارچنت رویال (به انگلیسی: Merchant Royal) یک کشتی بود که طول آن ۱۵۷ فوت (۴۸ متر) بود.